# ۲۵۸ (عدد)
۲۵۸ یک عدد طبیعی است که بعد از ۲۵۷ و قبل از ۲۵۹ قرار دارد.